# Ameritrash

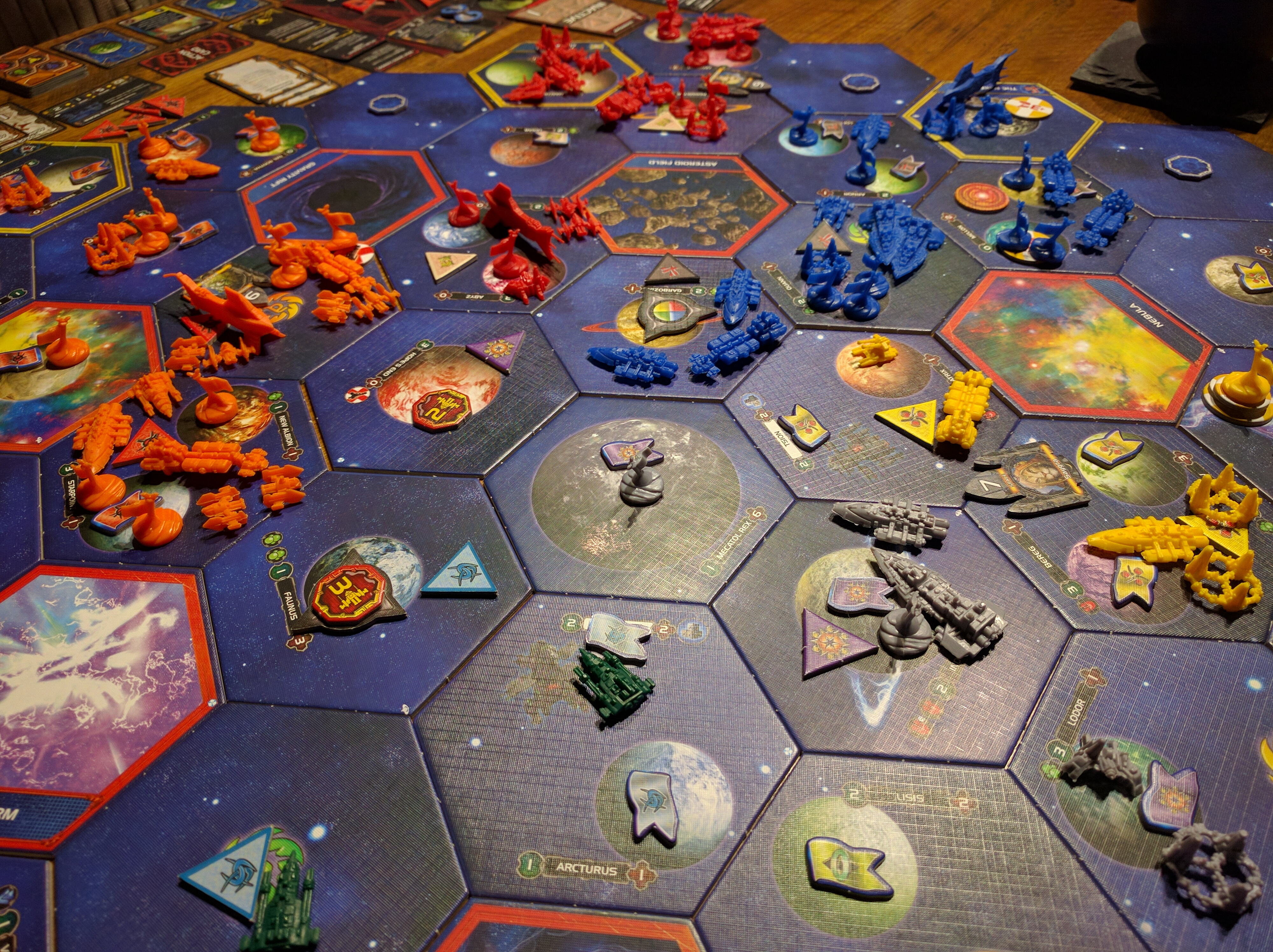
"Twilight Imperium" typowy przedstawiciel ameritrash

Ameritrash lub Amerigame – gatunek gier planszowych wywodzący się z USA charakteryzujący się dużą złożonością oraz silnym osadzeniem w fabule budującym wrażenie realizmu. Twórcy tego typu gier nie unikają losowości, która potrafi mieć znaczny wpływ na rozgrywkę wymuszając niejednokrotnie silną negatywną interakcję między graczami. Gry gatunku Ameritrash stoją w opozycji do eurogier.

## Cechy charakterystyczne
- Bezpośrednia rywalizacja między graczami
- Wysoka losowość
- Tematyczność
- Eliminowanie graczy przed końcem gry
- Szeroka gama mechanik